# 杨茗茗
杨茗茗（1992年9月25日—），女，出生于中国贵州省贵阳市，前中国中央电视台体育频道节目主持人。

## 人物经历
2012年，杨茗茗通过面试，进入央视体育频道实习，并成为央视体育频道节目主持人。
2013年，主持《CCTV体坛风云人物》颁奖典礼红毯环节。
2013年12月，加入《谁是球王》节目。
2018年俄罗斯世界杯期间，主持央视体育频道《我爱世界杯》（红场演播室环节）。